# Villeroy (Québec)
Pour les articles homonymes, voir Villeroy.
Villeroy est une municipalité du Québec située dans la MRC de L'Érable dans le Centre-du-Québec.

## Toponymie
Son nom lui est attribué par l'abbé Fillion en l'honneur d'Édouard Firmin Roy. Ce dernier occupe le poste de chef de gare, en plus d'être organisateur de la mission.  

## Histoire

### Avant Villeroy
Avant la fondation de Villeroy en 1924, Kingsburg Mills existait déjà depuis de nombreuses années.
L'inauguration du premier trajet de la compagnie de chemin de fer Lotbinière et Mégantic Cie  a lieu le 8 novembre 1894. Ce trajet relie Lyster et Fortierville. Il permet de se rendre jusqu'à Deschaillons dès 1896.  Quant à la gare, sa construction est entièrement terminée en 1898. Elle mesure 20 pieds par 18 pieds, divisée en quatre bureaux et logements. Trois familles y résident.
En 1898, c'est l'inauguration du tronçon de chemin de fer colonial entre Manseau et Chaudière. Le premier chef de gare est Édouard-Firmin Roy, qui entre en fonction le 24 juillet de la même année.
La première messe est célébrée à l'intérieur de la gare. Elle est présidée par l'abbé Magloire Moreau, curé de St-Philomène de Fortierville. 
Les premiers colons arrivent et s'installent à la mission Kingsburg Mills, toujours en 1898. L'abbé Philéas Fillion, à qui l'on doit le nom de la paroisse Saint-Philéas, devient prêtre missionnaire de la mission. Seize familles y résident à cette époque.
En 1920, la Couronne, Canadien National, achète la compagnie de chemin de fer Lotbinière et Mégantic Cie. Le train qui assure alors la liaison entre Fortierville et Lyster porte le nom de Petit Deschaillons à partir du 1er avril.

### Villeroy au fil des ans

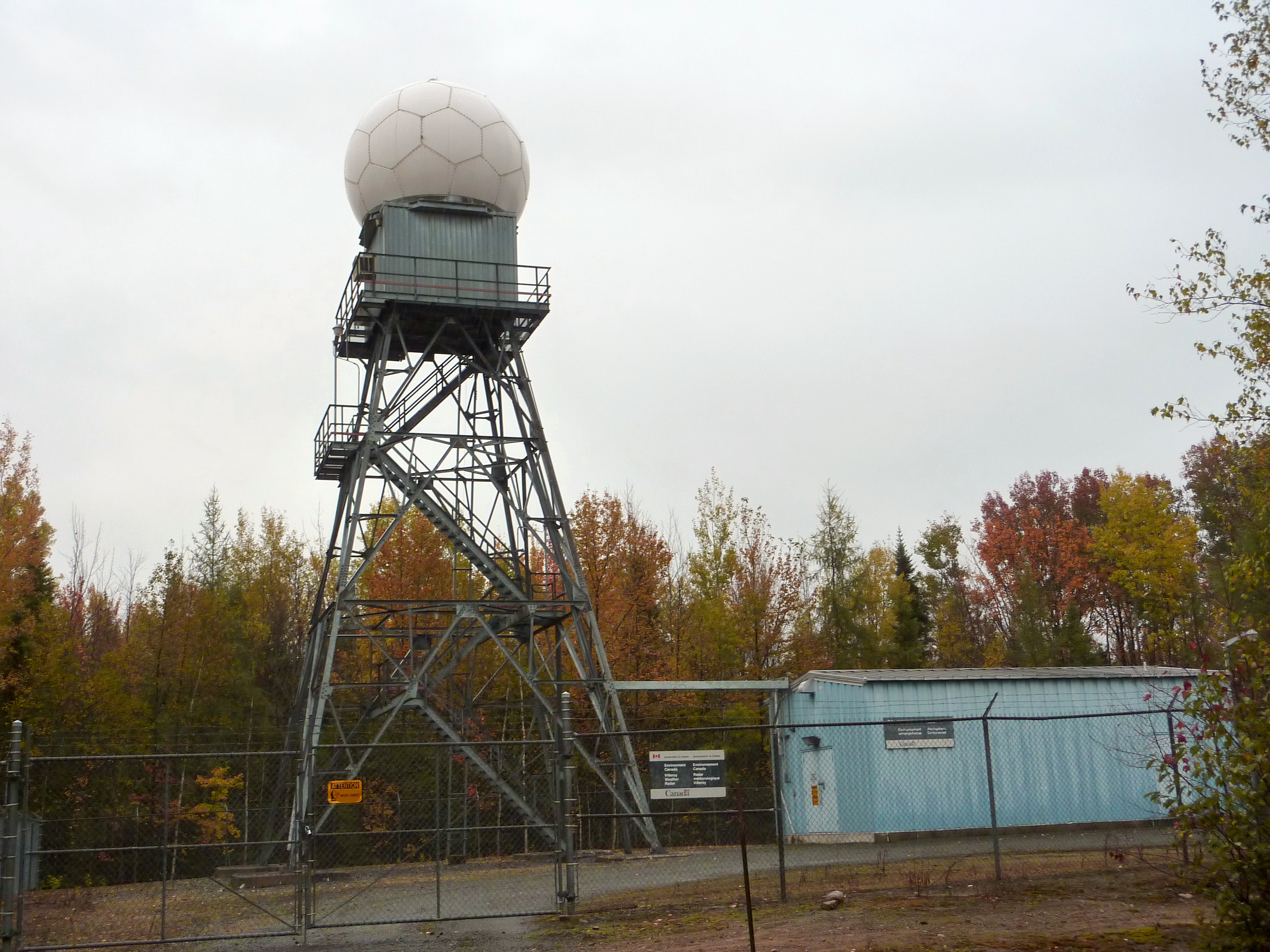
Radar de Villeroy construit durant les années 1970. Il fait partie du réseau canadien de radars météorologiques d'Environnement Canada

Le 22 septembre 1924, la mission Kingsburg Mills devient officiellement une municipalité. 
La même année, la première élection municipale a lieu à la maison école. Édouard Firmin Roy est élu maire. Peu de temps après, c'est la première session du conseil municipal. On arpente les lots de la municipalité l'année suivante. Après l'incendie survenu en 1921, les habitants voient encore une fois les flammes menacer leur paroisse en 1949.
Nous devons à Théophile Ouellet la première ligne téléphonique dans la paroisse en 1929. Elle sert à communiquer entre les deux moulins à scie et sa résidence à Notre-Dame-de-Lourdes. Le service téléphonique s'installe à Villeroy en 1949.
La gare ferme ses portes et est démolie entre 1967 et 1968. 
Trois ans plus tard, le Petit Deschaillons cesse ses activités. Les années passent et la communauté est très active. Le milieu évolue par diverses activités, donc les Loisirs Festigrouille qui organisent plusieurs éditions du Festival de la quenouille. Il y a ensuite le Festival de la canneberge qui fait découvrir aux gens de toutes les régions du Québec ce petit fruit. Soulignons aussi l'implication des divers organismes à l'œuvre à Villeroy, que ce soit le Club de l'Âge d'Or, le comité des bénévoles, les Fermières et le Comité Partenaires 12-18 qui rejoint les adolescents.
C'est finalement en 1999 que les célébrations du 75e anniversaire de Saint-Philéas de Villeroy ont eu lieu.

### Vie religieuse
En 1924, l'abbé Fillion entreprend des procédures pour l'obtention du statut de paroisse. Le chanoine Vaillancourt effectue alors une visite pour déterminer l'emplacement de la future église. W.-H. Mitchell, contremaitre de la Lotbinière Lumber Co. à Villeroy, fait don du terrain.  
Il y a ensuite le décret canonique de son éminence le Cardinal Bégin qui proclame l'existence de la paroisse de Saint-Philéas et qui autorise la construction de l'église. L'année suivante, on arpente les lots de la municipalité. Les démarches de travaux pour la construction de l'église débutent peu de temps après. Le bois est offert par Jean Joly de Lotbinière et le sable des fondations provient de la rivière Bécancour de Notre-Dame-de-Lourdes. Le service municipal d'hygiène donne son autorisation afin d'utiliser un emplacement à des fins d'inhumations. 
La première messe est chantée le 31 octobre 1926 à l'église actuelle. En août 1927, c'est l'achat d'un corbillard complet pour la somme de 225$. La même année, soit le 14 août, il y a la bénédiction de l'église et des trois cloches.  Le coût du carillon Do, Ré, Mi était de 893 $.  
En 1930, le presbytère est construit. Les fabricants contribuent pour les frais de fonctionnement au coût de 0,50$ par mois par propriétaire. Deux ans auparavant, l'archevêché décide de nommer un curé résidant. Monsieur Thomas Richard arrive dans la paroisse le 29 septembre 1928. Il réside à Villeroy pendant dix ans. Les paroissiens ont toujours gardé un souvenir reconnaissant envers ce prêtre qui a fait beaucoup pour eux. Il est remplacé, en 1938, par l'abbé Albert Bourque qui demeure curé à Villeroy jusqu'en 1942. Il sait faire profiter la paroisse de ses talents de chantre émérite et d'excellent organisateur.
Il y a ensuite l'abbé Paul Gariépy, Sylvie Roberge, Thomas Boissinot, Oliva Labrecques et Clément Gourde, qui est le dernier prêtre résidant au presbytère en 1968. Étant donné la rareté des prêtres, il est jumelé avec Notre-Dame-de-Lourdes jusqu'en 1990. Jean Tétreault, Olivier Patenaude et Philippe Trépanier doivent desservir les deux paroisses. En 1990, s'ajoute St-Edmond-de Val-Alain. Trois paroisses sont alors desservies par Clermont Huot.  
En 1996, l'Unité Pastorale comprend cinq paroisses, soit Sainte-Sophie-d'Halifax, Saint-Pierre-Baptiste, Plessisville, Lourdes et Villeroy qui est desservie (depuis le décès de Clément O'Farrell le 7 juillet 1998) par Alain Pouliot. Soulignons finalement qu'en 2003, des travaux sont menés à l'église de Villeroy. Elle devient alors une salle multifonctionnelle (salle Firmin-Roy).

## Géographie
À partir de son crénon, dans l'est, la rivière Creuse coule vers le nord-ouest en passant au nord de l'agglomération. 
À partir de son crénon, dans le nord, la rivière aux Ormes coule vers le nord-ouest.
La Petite rivière du Chêne traverse le sud en coulant vers l'ouest.

## Démographie
| 1931 | 1941 | 1951 | 1956 | 1961 | 1966 | 1971 | 1976 | 1981 |
| ---- | ---- | ---- | ---- | ---- | ---- | ---- | ---- | ---- |
| 677  | 853  | 707  | 737  | 722  | 655  | 613  | 543  | 546  |

| 1986 | 1991 | 1996 | 2001 | 2006 | 2011 | 2016 | 2021 | - |
| ---- | ---- | ---- | ---- | ---- | ---- | ---- | ---- | - |
| 544  | 544  | 493  | 519  | 496  | 483  | 457  | 488  | - |

## Administration
| Villeroy Maires de sa fondation à aujourd'hui                                                                        |                      |                                            |          |
| Élection | Maire                | Qualité                                    | Résultat |
| 1924 | Édouard Roy          |                                            |          |
| 1926 | Alphonse Blouin      |                                            |          |
| 1928 | Bernard Ouellet      |                                            |          |
| 1931 | Zéphirin Ouellet     |                                            |          |
| 1932 | Philippe Habel       |                                            |          |
| 1935 | Gaudiose Blouin      |                                            |          |
| 1937 | Joseph Roy           |                                            |          |
| 1937 | Jean-Marie Ouellet   |                                            |          |
| 1941 | Lucien Guillemette   |                                            |          |
| 1947 | Proculus Dagneault   |                                            |          |
| 1952 | Ferdinand Daigle     |                                            |          |
| 1963 | Gilbert Bédard       |                                            |          |
| 1965 | Paul Côté            |                                            |          |
| 1974 | Martial Demers       |                                            |          |
| 1976 | Polycarpe Martineau  |                                            |          |
| 1981 | Gilles Bédard        |                                            |          |
| 1982 | Polycarpe Martineau  |                                            |          |
| 1993 | Martial Demers       |                                            |          |
| 1997 | Jean-Paul Gaudreault |                                            |          |
| 2001 | Jean-Paul Gaudreault |                                            | Voir     |
| 2005 | Michel Poisson       |                                            | Voir     |
| 2009 | Michel Poisson       | Voir                                       |          |
| 2013 | Michel Poisson       | Voir                                       |          |
| 2017 | Éric Chartier        |                                            | Voir     |
| 2021 | Éric Chartier        | Voir                                       |          |
| nov. 2022 | Roxane Laliberté     | Mairesse suppléante (nov. 2022-janv. 2023) | Voir     |
| Élection partielle en italique Depuis 2005, les élections sont simultanées dans toutes les municipalités québécoises |                      |                                            |          |